# Staphyleaceae
Staphyleaceae es una pequeña familia de dos géneros de fanerógamas en el orden Crossosomatales, nativa del Hemisferio Norte y de Sudamérica. Las estafileáceas son arbustos o árboles que pueden ser reconocidos por sus hojas compuestas, imparipinadas y opuestas con folíolos de borde serrado y pequeñas glándulas en las articulaciones. Las estípulas son caulinares y se hallan entre los pecíolos. Las flores presentan sépalos parecidos a pétalos y usualmente 2 a 3 carpelos. 
La familia incluye unas 45 especies distribuidas en regiones templadas del Hemisferio Norte, en los neotrópicos y en Malasia.

## Descripción
Árboles o arbustos, glabros o pubescentes, con tricomas unicelulares o multicelulares, uniseriados y sin glándulas. Las hojas son opuestas o, de manera excepcional, alternas; simples o compuestas, por lo común imparipinnadas. Los folíolos con el margen serrado a serrado-crenado o serrulado; las nervaduras pinnadas. Presentan por lo común estípulas y estipelas, a veces
reducidas a glándulas, casi siempre caedizas. 
Las inflorescencias son terminales o axilares, en panículas, tirsos o racimos. Las flores son actinomorfas, pequeñas, bisexuales o algunas veces unisexuales, hipóginas. El cáliz de 5 sépalos imbricados, libres o fusionados; la corola de 5
pétalos, imbricados en la prefloración, libres o fusionados, insertos entre los lóbulos del disco nectarífero, el cual es hipogíneo, ondulado, lobulado o ausente. El androceo está compuesto por 5 estambres, en una serie, alternando con los pétalos, a veces insertos entre los lóbulos del disco; los filamentos son libres, aplanados y las anteras dorsifijas, ditecas, de dehiscencia longitudinal. El ovario es súpero, de entero a 3 (-4) partido, trilocular, con los carpelos libres o unidos; placentación axilar, basal o casi basal. Los óvulos son desde pocos a numerosos, anátropos, apótropos, en una o dos series. Cada flor lleva de uno a tres estilos, libres o unidos en la parte distal o a veces a todo lo largo; estigmas capitados o lobados.
El fruto es una drupa o una baya indehiscente o una cápsula hinchada con dehiscencia apical. Las semillas se hallan de una a dos por lóculo (Tapiscioidea) o hasta 6-12 por lóculo (Staphyleoideae), con una testa dura, a veces ariladas. El embrión es recto y el endosperma es suculento y aceitoso.

## Taxonomía
Existe gran controversia en lo referente a las relaciones filogenéticas de la familia Staphyleaceae debido de que varios autores la vinculan con grupos muy diversos. Se le ha colocado en Celastrales, pero sus hojas compuestas serían discordantes en ese grupo.  También se le ha citado como un miembro primitivo de Sapindales en el sistema de Takhtajan. Otros autores consideran que es una familia muy afín a Cunoniaceae, dentro de Rosales. Además, se ha hecho énfasis en las similitudes que existen en la morfología floral y anatomía entre Staphyleaceae y Saxifragaceae. Por esa razón Arthur Cronquist consideraba que existe una conexión entre Cunoniaceae (Rosales) y Aceraceae y Sapindaceae (Sapindales) por lo que Staphyleaceae podría colocarse de igual forma en cualesquiera de estos dos órdenes. Sin embargo, las evidencias moleculares recientes sugieren afinidades con Crossosoma (Crossosomataceae) y Geraniaceae.
De hecho, la evidencia molecular determinó que Staphyleaceae sea dispuesta actualmente dentro del orden Crossosomatales.
La familia incluye 2 géneros:
- Dalrympelea Roxburgh  (incluye a Kaernbachia Schlechter y a Ochranthe Lindl.
- Staphylea Linnaeus (incluye a Euscaphis Siebold & Zuccarini, Turpinia Vent. y Triceros Loureiro, non Griffith)

Géneros según APWeb
- Dalrympelea	 Roxb.
- Euscaphis	 Siebold and Zuccarini = Staphylea L.
- Kaernbachia Schlechter = Dalrympelea Roxb.
- Ochranthe	 Lindley = Dalrympelea Roxb.
- Staphylea	 L.
- Turpinia Ventenat = Staphylea L.
- Triceros Loureiro, non Griffith = Staphylea L.

## Importancia económica
En general los miembros de esta familia tienen escasa importancia económica. Sin embargo, algunas especies de Staphylea se cultivan como ornamentales y algunas son medicinales. En las Antillas, Turpinia occidentalis se utiliza
como fuente maderable.